# Зоран Зарије Раковић
Зоран Зарије Раковић Таса (Крагујевац, 1940 — Београд, 2018) био је југословенски и српски трубач, некадашњи члан групе Седморица младих.

## Биографија
Рођен је 1940. године у Крагујевцу, а у групи Седморица младих био је присутан од оснивања, 29. септембра 1959. године. Бенд Седморица младих последњи наступ као ансамбл имао је 1991. године. Тада је Раковић, као и остали чланови бенда добио звање истакнутог уметника Југославије, а бенд је ушао у Гинисову књигу рекорда, као састав који је пуне 33 године непрекидно свирао заједно. 
Био је члан Удружења уметника џеза, забавне и рок музике Србије. Заједно са осталим члановима бенда Седморица младих, осамдесетих година учествовао је у емисији Циркус седам младих.
Са супругом Љиљаном оженио се на потврду, преко пријатеља, док је боравио у Цириху. Живели су у београдском насељу Сремчица.
Преминуо је у априлу 2018. године, а по сопственој жељи сахрањен је уз присуство најближих.

## Дискографија

### Вокали
- 7 младих - Штрумпфовизија (ПГП РТБ) (1985)

### Инструмент и перформанс
- Вариоус - Блед 1960. (Weary Blues), први југословенски џез фестивал (Југотон) (1960)
- 7 младих - Honeysuckle rose (Југотон) (1964)

### Текст и аранжман
- Кафана - Живан Милић — У рану зору (Дискос) (1969)
- Деда и репа — 7 младих — После кажу Цига луд (ПГП РТБ) (1972)
- Кафана под липом — 7 младих + 7 младих (ПГП РТБ) (1979)
- Кафана - Живан Милић — Кад би моја била ПГП РТБ (1985)
- Кафана под липом — 7 младих — Још не свиће рујна зора (ПГП РТБ) (1985)
- 7 младих — Штрумпфовизија (ПГП РТБ) (1985)

### Фестивали
- 1969. Сплит - Монфрина (са Седморицом младих)
- 1969. Сплит - Наш дом (са Седморицом младих)

## Филмографија
Током своје музичке каријере, Раковић је наступао у филмовима и телевизијским серијама као музичар, углавном заједно са члановима свог бенда.
| Год.       | Назив                    | Улога |
| ---------- | ------------------------ | ----- |
| 1960-е     |                          |       |
| 1962.      | Шеки снима, пази се      |       |
| 1963.      | Звуци уз обалу           |       |
| 1964.      | Шест свечаних позивница  |       |
| 1970-е     |                          |       |
| 1970.      | Седморица младих         | Таса  |
| 1972.      | Како                     |       |
| 1972.      | Образ уз образ           | Таса  |
| 1976—1977. | Част ми је позвати вас   | Таса  |
| 1978.      | Најлепше године          |       |
| 1978—1980. | Седам плус седам         | Таса  |
| 1980-е     |                          |       |
| 1980.      | Полетарац                | Таса  |
| 2000-е     |                          |       |
| 2003.      | Улицом 7 младих — I део  | Таса  |
| 2003.      | Улицом 7 младих — II део | Таса  |